# Mallu Ikbal
Mallu Ikbal Khan fou un cap militar i polític del sultanat de Delhi al final del període tughlúquida.
Era fill del cap afganès Darya Khan (Zafar Khan Lodi), molt influent sota Firuz Xah Tughluq (1351-1388). El 23 de març de 1393 a la mort sobtada de Sikandar-Xah Tughluq, i després de dues setmanes de discussions entre els esclaus firuzshàhides i els emirs lodis afganesos, fou proclamat sultà Nàssir-ad-Din Mahmud Xah Tughluq que va provar de reconciliar a les dues faccions (lodis i firuzhàhides) i va nomenar l'eunuc Malik Sarwar com a visir amb títol de Khwadja Djahan, i a Dawlat Khan Lodi com a kotwal de Delhi; Abd al-Rashid Khan Sultani va rebre el títol de Saadat Khan i el càrrec de barbek; Sarang Khan Lodi (cosí de Dawlat Khan Lodi) va rebre l'ikta (feu) de Dipalpur i el seu germà petit Mallu Khan (després Malik Ikbal o Mallu Ikbal) fou nomenat segon wazir rebent el títol d'Ikbal i el comandament de la fortalesa de Siri (moderna Shahpur Jat) a l'est de la ruta de Delhi-Kutb. Tenia també el favor del ministre i príncep Mukarrab Khan, un altre membre de l'oligarquia militar governant.
Bir Singh Deva, rajput tomara de Dandaroli, va atacar Gwalior que va ocupar (juny de 1394) i el mateix Mahmud Xah va marxar contra la ciutat acompanyat de Saadat Khan deixant el govern a Delhi al seu hereu presumpte Mukarrab Khan. Quan s'acostaven a Gwalior alguns amirs dirigits per Mallu Ikbal van conspirar per assassinar al sultà, però Saadat se'n va assabentar i va fer matar als implicats excepte Mallu que va poder fugir cap a Delhi on va demanar protecció a Mukarrab Khan. Mahmud Xah i Saadat van retornar a la capital que els va tancar les portes; Delhi fou assetjada durant tres mesos durant els quals Mahmud es va enemistar amb Saadat i es va reconciliar amb Mukarrab Khan; Saadat va fugir a Firuzabad que va ocupar el gener del 1395 i va proclamar sultà a un net de Firuz Shah de nom Nusrat Khan; però els esclaus turcs que seguien a Saadat se li van girar aviat en contra. Saadat va fugir a Delhi i va demanar protecció a Mukarrab Khan però aquest el va fer matar. La resta dels esclaus turcs revoltats a Firuzabad (que dominaven aquesta ciutat, part del Doab, Sambhal, Panipat i Rohtak) van seguir lleials a Nusrat Khan (ara Nusrat Shah) mentre Mahmud Xah tenia el suport dels lodis i exercia a Delhi junt amb Mukarrab Khan i dominava la fortalesa de Siri.
Mahmud va regnar uns anys en els quals les dues parts van lluitar en petits combats. Multan estava en mans de Sayyid Khizr o Khidr Khan (després sultà Sayyid Khidr Khan 1414-1421) que el 1395 es va enfrontar a Sarang Khan, governador de Dipalpur i germà de Mallu Ikbal, i fou fet presoner; Sarang va ocupar Multan, i després va derrotar a Shaykha Khokar, nomenant al seu germà petit Adil Khan com a governador de Lahore. Khidr Khan per aquest temps es va poder escapar i es va unir a Tamerlà que quasi al mateix temps envaïa el Panjab; l'avantguarda tamerlànida anava manada pel net del gran conqueridor, Pir Muhammad. Al seu darrere Tamerlà va creuar l'Indus el setembre de 1397 i va marxar en direcció a Delhi. Després d'haver hagut d'aixecar el setge d'Uchch, el net de Tamerlà i Tatar Khan (el wazir de Nusrat Shah) van derrotar a Sarang Khan a la vora del Beas a la batalla de Kotla; i va atacar Multan que es va rendir després d'un setge (1398). Sarang Khan Lodi va ser executat i Sayyid Khidr Khan fou reinstal·lat com a governador
El 1397 Mallu Ikbal, que era a Delhi, va cridar a Nusrat Shah a Jahanpanah i li va jurar fidelitat, però no va trigar a atacar-lo i Nusrat va fugir cap a Firuzabad i després a Panipat al costat del seu wazir Tatar Khan. Mallu Ikbal va ocupar Firuzabad i després durant dos mesos va combatre contra el seu antic protector Mukarrab Khan fins que el va matar traïdorament, però en canvi va respectar a Mahmud Xah al que va reconèixer com a sultà i sobre el que va exercir gran influència. Poc després Mallu Ikbal conqueria Panipat i quedava com a principal senyor, amb més autoritat de fet que el sultà.
Mentre Tamerlà s'havia acostat a Delhi i Mahmud Xah i Mallu Ikbal van preparar la defensa amb un exèrcit de 4000 cavallers i 5000 infants que comptava amb 27 elefants. Van aguantar el primer atac del gran conqueridor a prop de Jahanpanah (on Tamerlà havia establert el seu quarter) i encara que després del xoc Mallu Ikbal va haver de fugir per salvar-se, després va tornar. El 18 de desembre de 1397 Mallu i Mahmud Xah van tornar a enfrontar a Tamerlà que disposava de deu mil cavallers i 40.000 infants, i foren totalment derrotats. Mallu va fugir a Baran (Bulandshahr) i Mahmud Xah a Gujarat i després a Malwa. Delhi fou saquejada durant 15 dies i els seus habitants massacrats o esclavitzats, però Tamerlà no hi va restar i va abandonar la capital, cosa que Nusrat Khan va aprofitar per ocupar Delhi (gener del 1399) però Mallu Ikbal va retornar poc després i el va expulsar cap al Mewat on Nusrat va morir al cap de poc.
Mallu Ikbal va dominar la ciutat de Delhi des de començament del 1398 però la seva autoritat no anava gaire més lluny; va cridar a Mahmud Xah a la capital i el va fer proclamar novament el 14 d'octubre de 1401. Aquest mateix 1401 Mahmud Xah i Ikbal van atacar a Ibrahim Shah Sharki de Jaunpur. Els dos exèrcits estaven ja a la vista quan Mahmud Xah, que no estava d'acord amb el poder absolut que exercia el seu ministre, va abandonar secretament el campament i es va passar a Ibrahim Shah amb la intenció d'obtenir el seu ajut per alliberar-se de la tutela del wazir. Com que no fou tractat per Ibrahim amb el respecte propi d'un sultà, Mahmud es va retirar a Kanauj on es va establir (la ciutat era del sultà de Jaunpur, però va donar permís perquè Mahmud Xah s'hi establís com a rei local fins que morís el seu wazir), i que Mallu Ikbal va intentar conquerir sense èxit.
Gaudia d'un poder absolut però mai va agafar els símbols de la reialesa com encunyar moneda al seu nom, o fer llegir el seu nom a la khutba. El 1405 va planejar atacar a l'oest. Va atacar primer Samana governada per Bahram Khan Turkbačča, aliat de Khidr Khan i encara que va aconseguir fer-lo assassinat, va haver de fer front llavors al seu aliat. El 14 de novembre de 1405 Mallu Ikbal es va enfrontar a Khidr Khan a la riba del Dahinda o Dhanda al districte de 'Adjohan o Ajudhan (avui Pakpaffan al Pakistan) i fou derrotat i mort per aquest. El seu cap fou portat a Khidr Khan que el va enviar a Fathpur, la seva vila natal, on el va tenir exposat a la porta de la ciutat. Es diu que la família i servidors de Mallu Ikbal foren expulsats de Delhi cap a Kol, però no se'ls va fer cap mal.